# 杜國威
杜國威，BBS（1946年8月13日—），香港編劇。代表作包括《虎度門》、《人間有情》、《我和春天有個約會》、《聊齋新誌》及《南海十三郎》。其侄女是電台節目主持及舞台劇演員杜雯惠。

## 背景
杜國威六歲時參與香港電台及麗的呼聲廣播劇，有「播音神童」之稱。八歲才入讀一年級。他曾就讀金銀業貿易場學校和新法書院（1965年中五，最後一屆舊制英文中學畢業生）。在讀小學期間因時常要到電台錄音而向學校告假，由6至13歲為止參與廣播工作。杜有11名兄姊，其中1名胞姊是著名播音員梅梓（原名杜燕芝）。當她在家練習時，還是小孩的杜國威會在旁跟讀。當時他亦有演出電影如《飄萍恨》和《遺腹子》。
杜國威先後在1971年和1982年畢業於香港大學地理系及中文大學教育學院，其後先應徵博物館館長一職，再分別於夜校及可立中學任教十七年，並負責學校劇社，藝人劉德華與電影兼電視編劇黃洋達是他的學生。杜當時已是業餘編劇。1979年，他的短劇《球》獲選香港話劇團優秀創作劇本，獲邀參與編劇工作。
1992年考獲「亞洲文化協會利希慎留美獎學金」，到美國紐約深造。1993年全職投身戲劇，為香港話劇團駐團編劇。
著名舞台劇演員、香港電台節目主持人、陳錦鴻之太太杜雯惠為其姪女。
杜國威以編寫舞台劇劇本為主，許多劇本曾拍攝成電影。

## 主要作品
- 1994年《我和春天有個約會》获得香港电影金像奖最佳编剧奖
- 1995年 《人间有情》获香港电影金像奖最佳编剧提名
- 1996年 《虎度門》获香港电影金像奖最佳编剧奖提名、金馬獎最佳改編劇本提名
- 1997年 《南海十三郎》获得香港电影金像奖最佳编剧奖、金马奖最佳改编剧本

## 榮譽

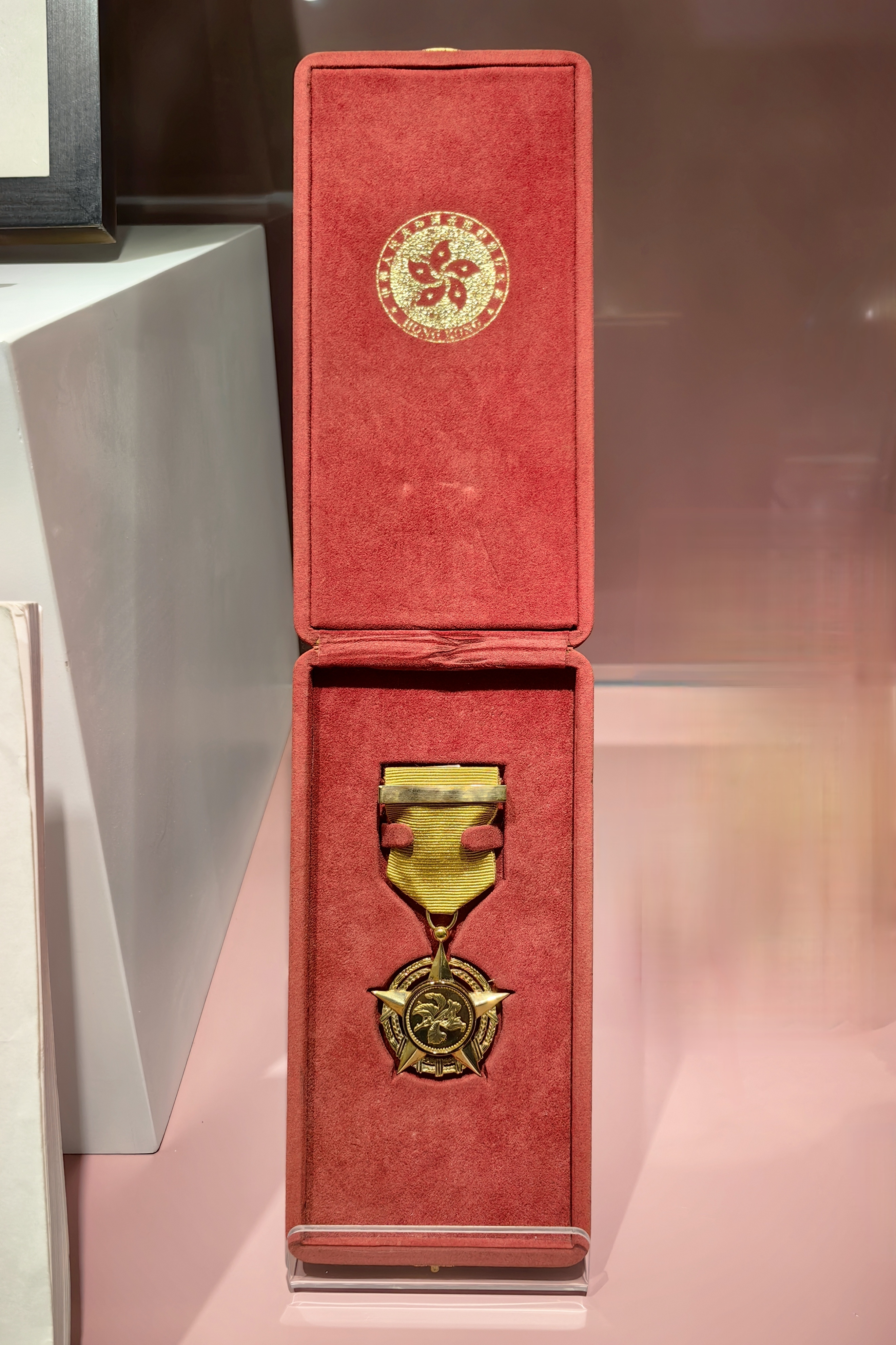
杜国威的铜紫荆星章

- 1989年度「香港藝術家年獎」劇作家獎[8]
- 銅紫荊星章（1999年）

## 外部連結
- ::: 杜 國 威（杜 SIR） ::: （页面存档备份，存于）
- 杜國威的Facebook專頁
- 閃亮的舞台人生──杜國威
- 活出真我 — 杜國威
- 杜國威在互联网电影资料库（IMDb）上的資料（英文）（英文）
- 在AllMovie上杜國威的頁面（英文）
- 在AllMovie上杜國威的頁面（英文）
- 杜國威在香港影庫上的簡介
- 杜國威在豆瓣上的资料（简体中文）
- 杜國威在时光网上的簡介（简体中文）
- 杜國威小學學生照，《名人說母校》，1994年